# امین قره‌بگیانس
امین قره‌بگیانس  (ارمنی: Էմին Ղարաբեքյանս زاده ۱۹ ژانویهٔ ۱۹۹۱) بازیکن فوتسال در پست دروازه‌بان اهل ارمنستان است. 

## باشگاهی
از باشگاه‌هایی که در آن بازی کرده‌است می‌توان به باشگاه فوتسال ایراکوم اشاره کرد.

## تیم ملی
وی همچنین در تیم ملی فوتسال ارمنستان بازی کرده‌است. 